# 丹麥德佔時期

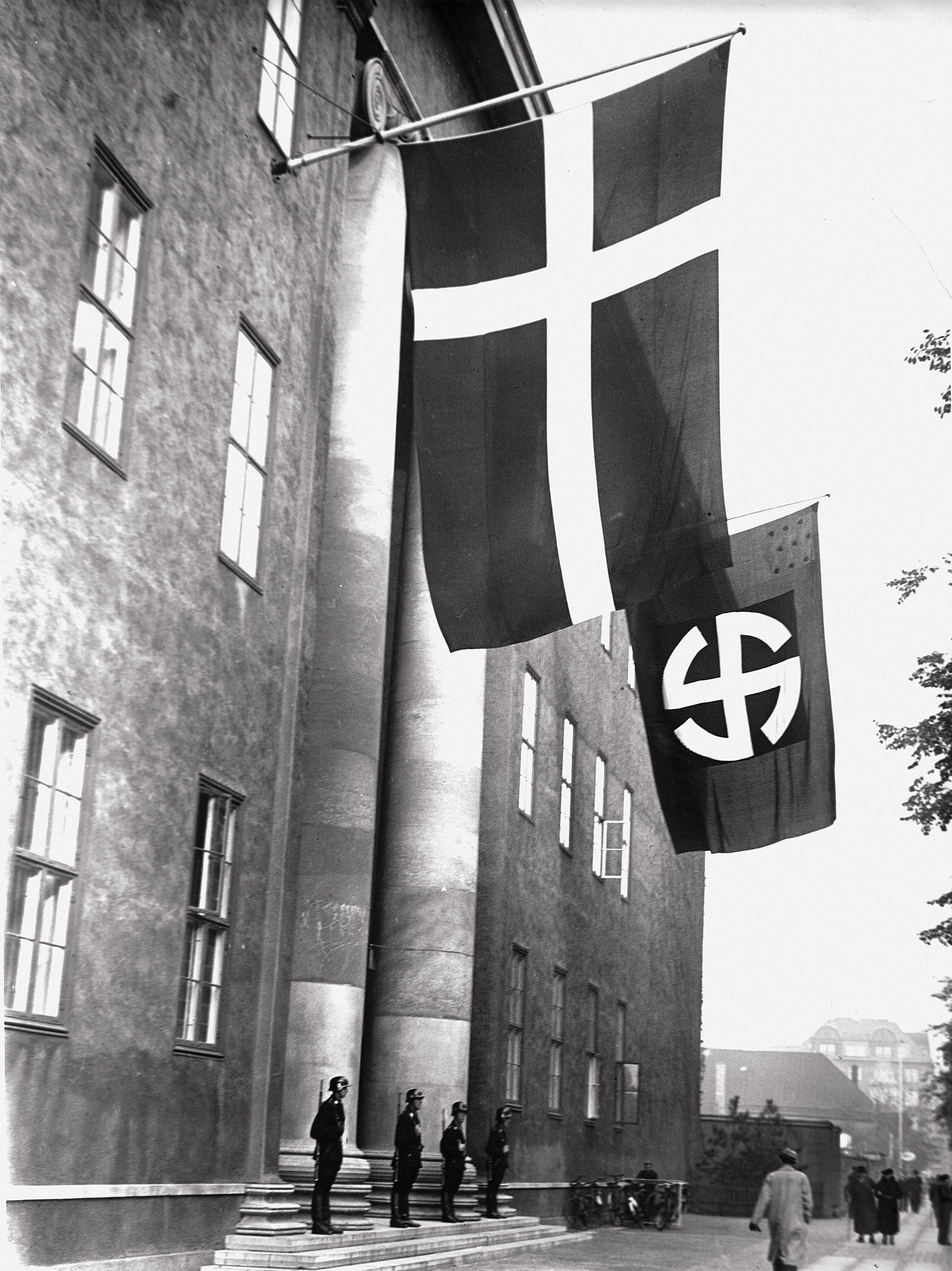
1943年以后的施拉堡军（武裝党卫军丹麥支隊）总部

佔領時期（丹麥語：Besættelsen），又稱丹麥德占時期（Dänemark unter deutscher Besatzung），是纳粹德国佔領丹麥的時期，延續了第二次世界大战期間的大部份時段。德國的占领从1940年4月9日威瑟演习作战开始，至纳粹德国於1945年5月5日向盟军投降为止。与其他被占领国相比，1943年前丹麦绝大多数机构依然保持正常运作。丹麦政府和丹麦国王依旧能在民主和独裁系统中周旋，这一状态于1943年后丹麦政府反对将反德组织判处死刑开始迅速恶化。
仅3000丹麦人的死亡与占领直接相关（这一死亡统计不包括加入德军东线作战而阵亡的2000丹麦志愿军以及加入盟军作战而阵亡的1072名商船士兵）。总而言之，仅0.08%的丹麦总人口死于这次战争。与其他交战国相比，丹麦死亡率很低。
在丹麦在二战时期的抵抗运动的支持下，绝大多数的犹太裔丹麦人都得以幸存。

## 侵略

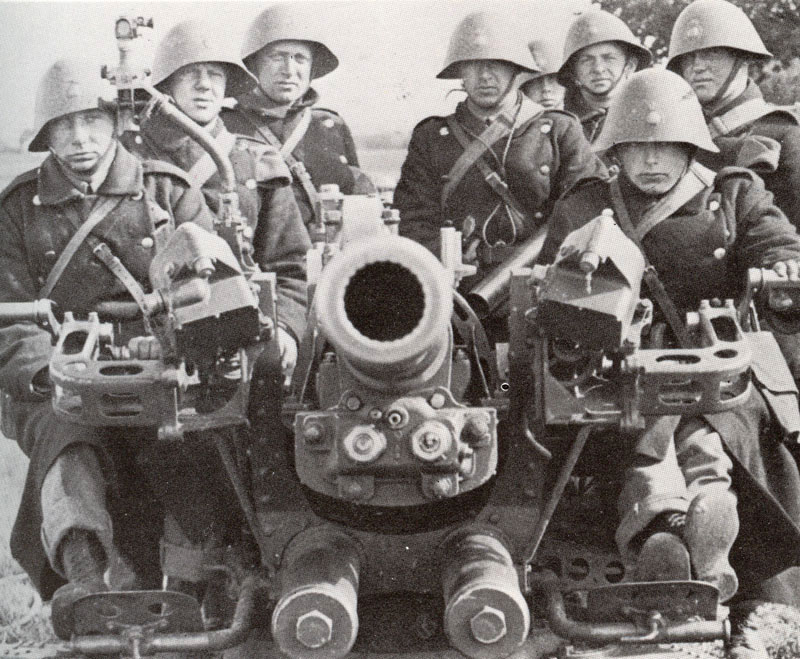
1940年，丹麦士兵们操纵一火炮，此时他们都头戴典型的丹麦头盔。

对德国而言，军事占领丹麥一开始不是一个重要目标。在1939年，德國才與丹麥簽定互不侵犯条约。德國对丹麥的侵略，主要是为了服务于战略侵略挪威的大计划。德军指挥官们认为在丹麥的日德兰半島北部建立军事基地，尤其是在奧尔堡机场建立基地将有利于對挪威作战，因此他们开始了对丹麦侵略的计划。然而直到1940年2月德國依旧没有占领丹麦的具體决策。这一情况在希特勒的催促下得以改变。
1940年4月9日早晨4点15分，德军部队越过丹麦边境，德国海军同时进驻哥本哈根港口。尽管实力悬殊，丹麦軍隊依然进行了顽强抵抗，哥本哈根的皇家卫队以及南日德兰半岛的军队尤其英勇。
由于闪电战非常迅速，丹麦政府甚至连正式宣战的时间都没有。丹麦国土面积狭小，人口亦稀少，因此与德国根本不可能展开持久战，加上丹麥南部的石勒苏益格-荷尔斯泰因因直接毗邻德國。它平坦的土地使它易攻难守，德国的装甲车非常容易攻入。与挪威不同，丹麦没有山脉，因此丹麦不能像挪威一样躲入山中继续战斗。
总计有16名丹麦士兵在入侵中丧生。两小时后，丹麦政府投降。

### 法罗群岛
丹麦本土被占领后，英军采取了先发制人的战略，控制丹麥在北海的屬地法罗群岛，以防落入德国之手。

### 冰岛
从1918年到1944年，冰岛的性质属于自治领，但是丹麦国王依旧是冰岛的元首。和法罗群岛一样，冰岛在二战时期也被英军控制，但在美国正式宣战后将其让与美国托管。冰岛共和国于1944年正式独立至今。

### 格陵兰
1941年4月9日，丹麦驻美国大使亨利克·考夫曼与美国签署了协议，考夫曼授权美国保卫丹麥屬地格陵兰，并允许美国在该地建立军事站。考夫曼的决策得到了丹麦外交官们和格陵兰当地政府的支持。协议中关于“以丹麦国王的名义”僭越了外交权，但是考夫曼辩解他不可能从被占领的哥本哈根那里收到任何指令。

## “保护国政府” 1940–43

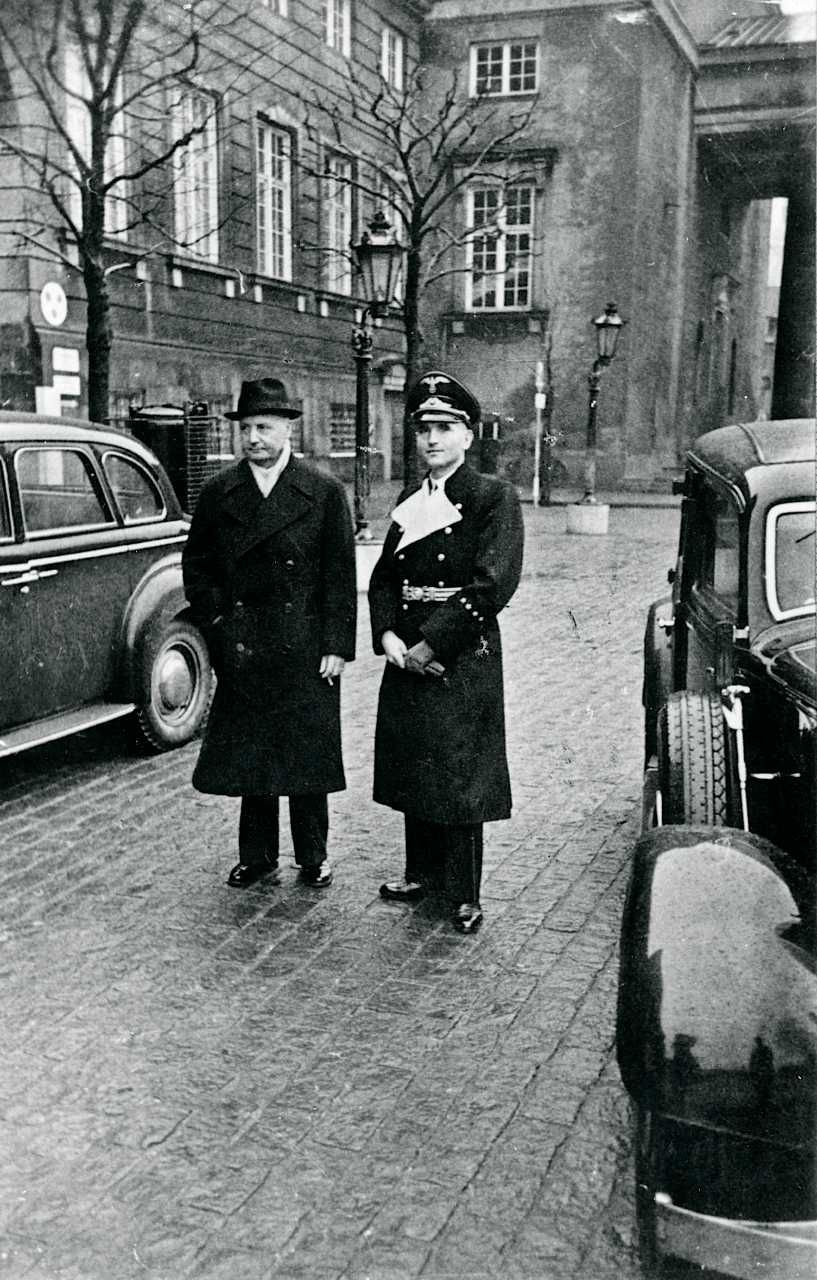
丹麥首相埃里克·埃文尼乌斯与德国驻丹麦大使沃纳·贝斯特.

1940年4月9日4時20分，德國要求丹麥接受德國的保護，丹麥政府於8時34分接受這一條件，成為德國的保護國。
历史上看，丹麦和德国交往频繁。1920年，丹麦重新获得了石勒苏益格的北部（该地在1864年第二次石勒苏益格战争后割让给德国）。丹麦人对如何处理与德国的关系上存在分歧。几乎没有多少人支持激进的纳粹党； 一些人以提供德国补给能源和货物的方式寻求与德国的经济合作；另一些人在战争的中晚期后最终倾向于组织抵抗组织。大多数的丹麦人都不愿意向纳粹妥协。
在丹麦官方决定与德国采取合作态度后，纳粹政府宣称他们会“尊重丹麦主权和土地完整，并保证其中立地位。 德国政府之所以对丹麦采取温和的政策，其原因有以下几点：
- 纳粹对丹麦并没有特别的战略或意识形态上的利益：他们想把管理丹麦的负担和成本留给一个德国的“兄弟”国家自己承担。
- 丹麦的“农产品”采取的是价格管控，而不是通过纳粹的强行控制。
- 用希特勒的话来说，他们希望使丹麦成为一个“模范保护国”以起到宣传目的。[6] 纳粹想向世人展示一个纳粹控制的欧洲是怎么样的。
- 纳粹的种族政策认为丹麦人是“北欧雅利安人”，作为“兄弟”民族，纳粹认为让他们自己管理自己的政府是可以信赖的。

这些因素综合导致丹麦与纳粹德国的关系相对稳定。政府机构依旧完整，国会在绝大多数事务上能与先前运行一致。国内政策的大多数控制权仍掌握在丹麦政府自己手中。 警察系统和司法系统仍属丹麦管辖，克里斯蒂安十世国王仍然是丹麦的最高元首。德国派遣全权大使，这一职位在1942年11月后由律师和纳粹官员沃纳·贝斯特担任。

### 外交
丹麦保护国政府於1941年8月初承認由日本在中國扶植的汪精衛政權。

### 1942 电报危机
1942年10月，希特勒向丹麦国王克里斯蒂安十世发去一封近乎谄媚的生日贺电。丹麦国王仅简短地回复「Spreche Meinen besten Dank aus. Chr. Rex」（中文：非常感谢，克里斯蒂安国王），这封回电使希特勒勃然大怒，并严重损害了丹麦与德國的关系。希特勒立即召回德國驻丹大使并将丹麦驻德大使使驅逐。正是在那时，希特勒任命沃纳贝斯特为新一任全权大使，并要求采取合作态度的埃里克·埃文尼乌斯为新一任丹麦首相，所有的丹麦军队必须退出日德兰半岛。

### 丹麥語
- "" (2002).
- Lundbak, Henrik.  København: Frihedsmuseet, 1996. ISBN 87-89384-40-7

## 延伸閲讀
- Ziemke, Earl F. . Kent Roberts Greenfield  (编). . United States Army Center of Military History. 2000 [1960]  [2020-12-03]. CMH Pub 70-7. （原始内容存档于2007-12-30）.

## 外部連結
- "Agreement between U.S. Secretary of State and Danish Minister on the status of Greenland April 10, 1941（页面存档备份，存于）"
- The BBC's Danish broadcast, 4 May 1945, 20:30 announcing the surrender of the German army units in Denmark (audio, RealPlayer)
- Podcast with one of 2,000 Danish policemen in Buchenwald. Episode 2 is about Denmark during World War II.
- Besaettelsessamlingen, web museum about Denmark 1940–45（页面存档备份，存于）
- 短片 Denmark Fights for Freedom (1944) 可在互联网档案馆自由下载

template:Collaboration with Axis Powers by country
template:Danish resistance movement
template:Danish Nazi collaborationism
template:Nazi Germany occupations
template:WWII history by nation
template:Denmark topics